# Patrick Osiako
Patrick Osiako (Mombasa, 15 novembre 1986) è un calciatore keniota, centrocampista svincolato.

## Carriera

### Club
Ha giocato nella massima serie dei campionati svedese, rumeno, israeliano e azero.

### Nazionale
Tra il 2006 e il 2013 ha giocato 13 partite con la nazionale keniota.

## Palmarès

### Club

#### Competizioni nazionali
- Superettan: 1

Mjällby: 2009